# Heilquellen in Bad Mergentheim

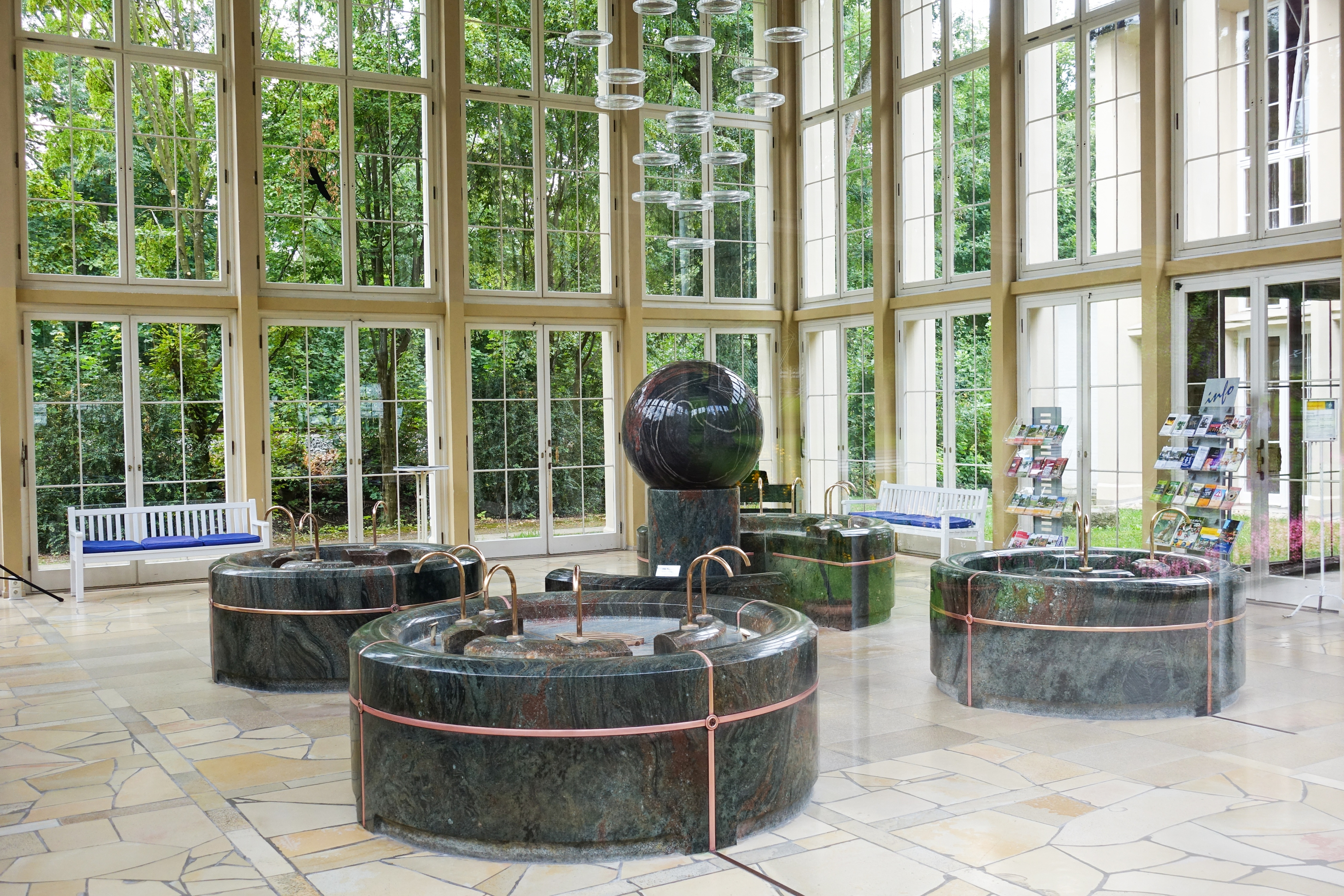
Brunnentempel im Kurpark Bad Mergentheim

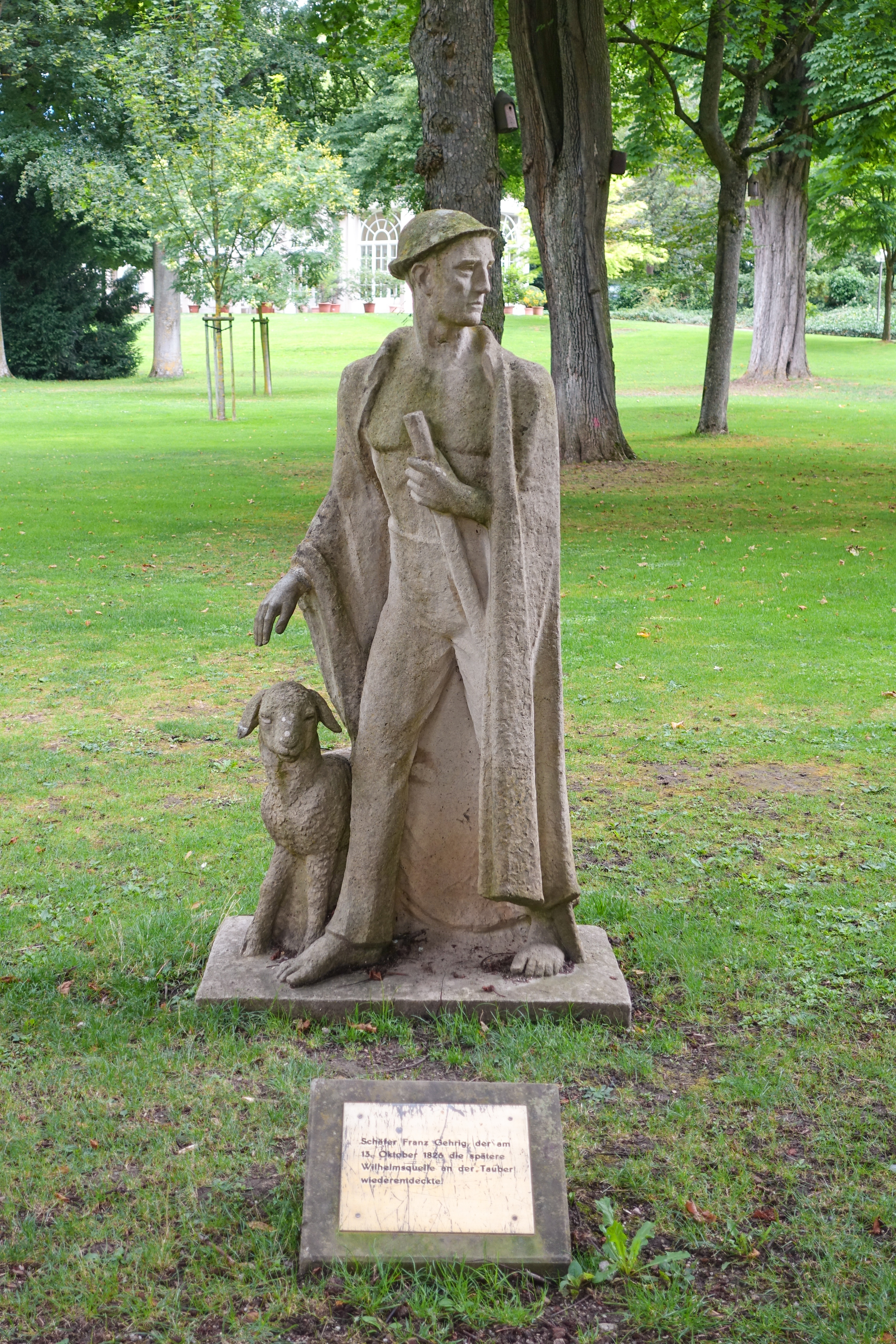
Denkmal für Schäfer Gehrig im Kurpark

Die Heilquellen in Bad Mergentheim, früher Heilquellen in Mergentheim, liegen im Bereich des äußeren und inneren Kurparks, nahe der Tauber in der Kurstadt Bad Mergentheim, im Main-Tauber-Kreis im Nordosten Baden-Württembergs. Drei der vier Quellen, Albertquelle, Karlsquelle und Wilhelmsquelle, sind nach der mineralischen Zusammensetzung Trinkquellen, die zum Trinken ungeeignete Paulsquelle hingegen eine Badequelle. Die Quellen bildeten die Grundlage für Bad Mergentheim als Kurstadt und internationales Heilbad. Entscheidendes Ereignis war die Entdeckung von salzigem Wasser durch einen Schäfer bzw. dessen Schafe im Jahr 1826. Die Heilquellen gelten als schutzwürdig und wurden daher als Geotop mit der Bezeichnung Heilquellen im Kurpark Bad Mergentheim ins Geotop-Kataster Baden-Württemberg aufgenommen.

## Geschichte

Historische Werbung am alten Lokschuppen im Bahnhof Bad Mergentheim: Mineralbrunnenversand

### Ursprünge der Mergentheimer Quellen
Nach Erkenntnissen aus Grabungen wurden mindestens zwei der Mergentheimer Quellen bereits in der Bronzezeit zur Salzgewinnung genutzt. Dabei kristallisierte Salz aus, als man Wasser auf heißen Steinen verdampfte. Die Quellen wurden im weiteren Verlauf jedoch von Kies und Geröll verschüttet. Dennoch gelangte wieder mineralisches Wasser an die Oberfläche. Offenbar kannten auch die Kelten 600 vor Christus die Salzquelle. In der Folge fielen die verschütteten Quellen jedoch für mehr als zwei Jahrtausende der Vergessenheit anheim.

### Entdeckung der Heilquellen in der Neuzeit
Am 13. Oktober 1826 weidete Franz Gehrig, Schäfer des Johanniterhofes, seine Herde im Bereich rechts der Tauber beim heutigen Pavillon der Wilhelmsquelle. Dabei fiel ihm auf, dass die Tiere sich um ein Rinnsal drängten, das vom Hang zur Tauber floss. Er kostete von dem Wasser und stellte bitteren, salzigen Geschmack fest. Gehrig meldete seine Entdeckung im Rathaus beim Stadtschultheißen Kober. Noch am selben Tag besichtigte der Schultheiß mit Stadträten und dem Oberamtsarzt Christan Friedrich Bauer die Quelle. Untersuchungen des Wassers ergaben danach, dass es mit dem berühmten Kissinger Wasser vergleichbar sei. 1853 bestätigte der berühmte Chemiker Justus von Liebig in einer ausführlichen Analyse, dass „die Mergentheimer Bitterwässer zu den besten Deutschlands zählen“.

### Begründung des Kurortes Bad Mergentheim
Die erste Mergentheimer Kursaison begann am 23. Juni 1829 und war der Anfang eines Kurbetriebs, der die Stadt zunehmend prägte. Am 2. August 1926 erhielt die Stadt zur Hundert-Jahr-Feier der Quellentdeckung das Prädikat „Bad“. Seitdem lautet ihre amtliche Bezeichnung „Bad Mergentheim“.
2007 wurden die Bad Mergentheimer Quellen staatlich anerkannt. 2009 erhielt die Stadt nach dem Kurortegesetz Baden-Württemberg die Bestätigung, das Prädikat „Heilbad“ führen zu dürfen. Anhand der Übernachtungszahlen kommt der Stadt bis heute der Rang des größten Heilbades in Baden-Württemberg zu.

## Trinkquellen
Die Trinkquellen werden im Brunnentempel im Kurpark ausgeschenkt. Sie haben eine hohe Wirksamkeit und sind in der Regel für Kinder nicht geeignet.

### Albertquelle

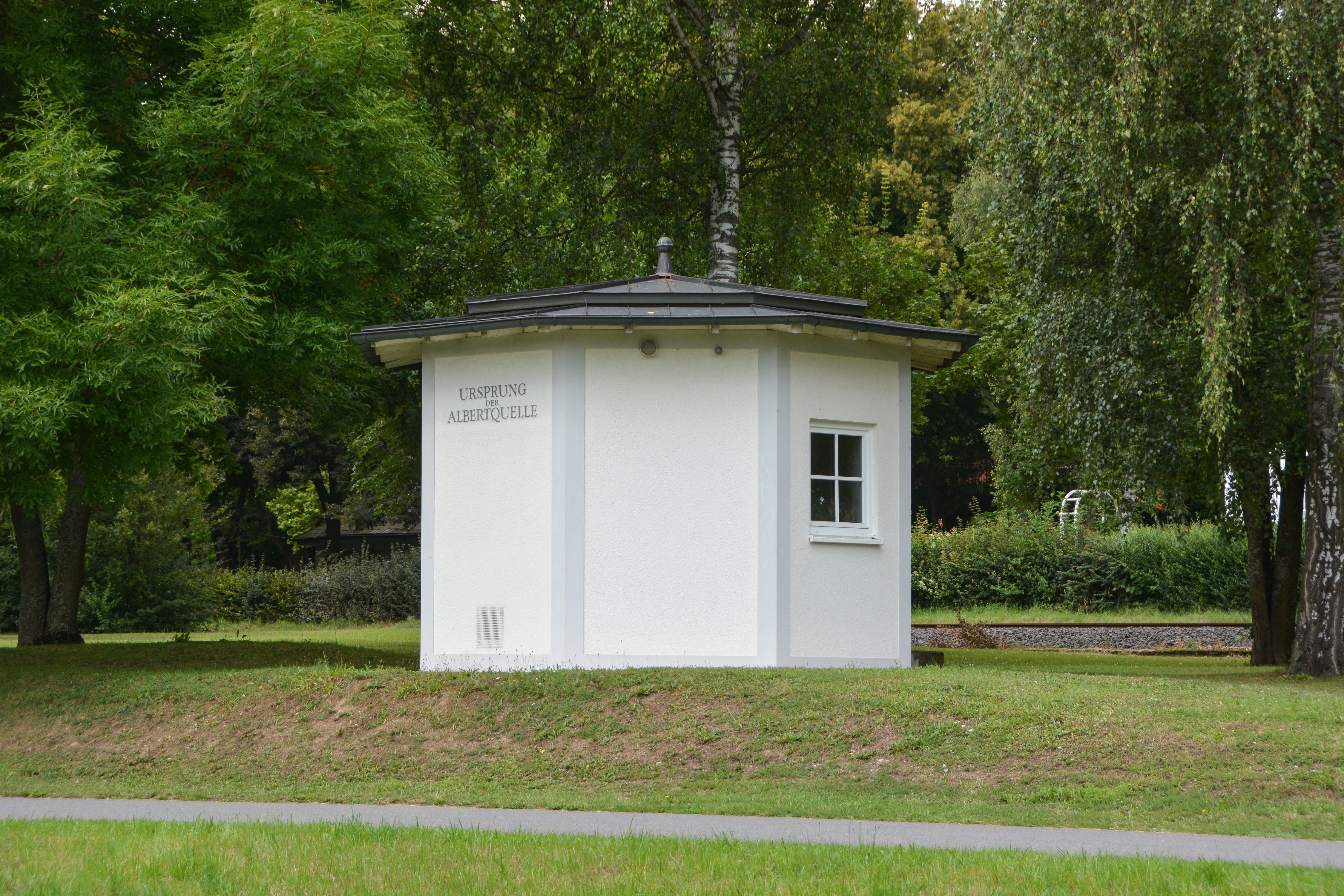
Albertquelle im äußeren Kurpark

Die Albertquelle (⊙) wurde 1927 entdeckt und wird aus einer Tiefe von 31 m gefördert. Mit ihrer hohen Konzentration zählt sie zu den stärksten der zu Trinkkuren verwendeten Sulfatquellen. Getrunken wird sie meist in kleinen Mengen rasch voraus oder in Mischungen mit der Karlsquelle. Sie enthält knapp 42 Gramm gelöster Mineralien pro Liter und sprudelt durch den Gehalt an Kohlensäure wie Sekt im Glas. Benannt wurde die Albertquelle nach Kommerzienrat Albert Schwarz, Förderer des Bades und Gründer der Aktiengesellschaft. Nach Konkurs der Aktiengesellschaft 1931 übernahm die Kurverwaltung Bad Mergentheim GmbH am 6. Mai 1932 das Bad.
Anwendungsgebiete Albertquelle
- Anregung der Darmtätigkeit, insbesondere bei chronischer Obstipation (Verstopfung)
- funktionelle Störungen des Magens, insbesondere Säuremangel
- anregende Wirkung auf die Galletätigkeit
- Halsschmerzen (Gurgeln)

Gegenanzeigen
- Schwere entzündliche Magen- und Darmerkrankungen, eingeschränkte Nierenfunktion, schwere Herzinsuffizienz, fortgeschrittene Leberschädigung

| Die Hauptbestandteile der Albertquelle *) | Die Hauptbestandteile der Albertquelle *) | Die Hauptbestandteile der Albertquelle *) | Die Hauptbestandteile der Albertquelle *) | Die Hauptbestandteile der Albertquelle *) | Die Hauptbestandteile der Albertquelle *) | Die Hauptbestandteile der Albertquelle *) | Die Hauptbestandteile der Albertquelle *) | Die Hauptbestandteile der Albertquelle *) |
| Kationen                                  | Kationen                                  | Kationen                                  | Anionen                                   | Anionen                                   | Anionen                                   | Gelöste gasförmige Stoffe                 | Gelöste gasförmige Stoffe                 | Gelöste gasförmige Stoffe                 |
| ----------------------------------------- | ----------------------------------------- | ----------------------------------------- | ----------------------------------------- | ----------------------------------------- | ----------------------------------------- | ----------------------------------------- | ----------------------------------------- | ----------------------------------------- |
| Natrium                                   | Na+                                       | 13.250                                    | Chlorid                                   | Cl                                        | 16.740                                    | Gelöstes freies Kohlendioxid              | CO2                                       | 2.264                                     |
| Magnesium                                 | Mg2+                                      | 799                                       | Sulfat                                    | SO42−                                     | 7.694                                     |                                           |                                           |                                           |
| Calcium                                   | Ca2+                                      | 787                                       | Hydrogencarbonat                          | HCO3                                      | 3.222                                     |                                           |                                           |                                           |
| Kalium                                    | K+                                        | 281                                       |                                           |                                           |                                           |                                           |                                           |                                           |
| Lithium                                   | Li+                                       | 13,3                                      |                                           |                                           |                                           |                                           |                                           |                                           |
| Summe der gelösten Mineralstoffe: 42.792  | Summe der gelösten Mineralstoffe: 42.792  | Summe der gelösten Mineralstoffe: 42.792  | *) Massenkonzentration mg/l               | *) Massenkonzentration mg/l               | *) Massenkonzentration mg/l               | *) Massenkonzentration mg/l               | *) Massenkonzentration mg/l               | *) Massenkonzentration mg/l               |

### Karlsquelle

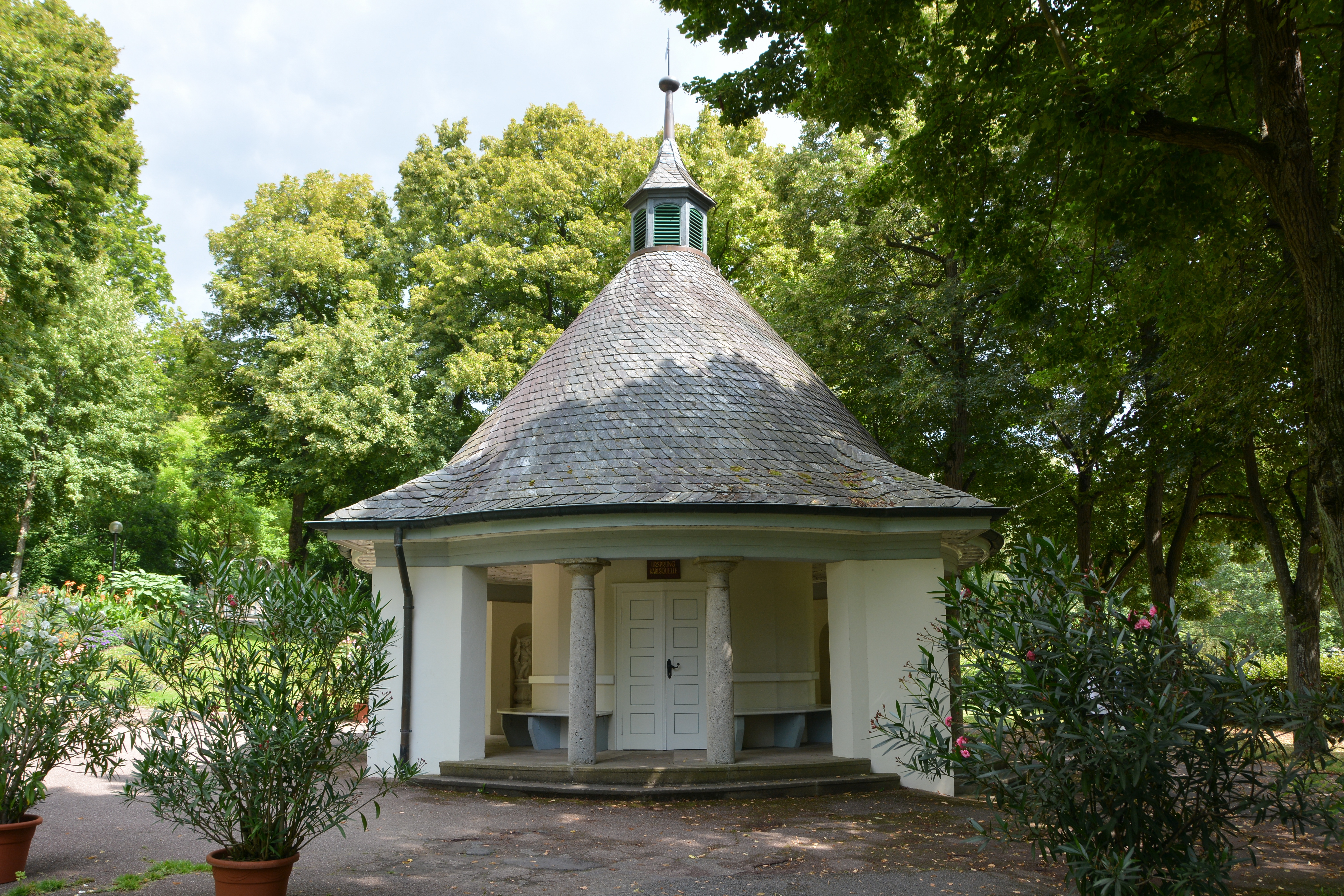
Karlsquelle im Kurpark

Die nach dem Kronprinzen Karl von Württemberg benannte Karlsquelle (⊙) wurde 1828 entdeckt und wird aus einer Tiefe von 27 m gefördert. Bei der Suche nach einer geeigneteren Quellfassung für die Wilhelmsquelle außerhalb des Hochwasserbereichs der Tauber stieß man im August 1828 auf die heutige Karlsquelle. Am 25. Juli 1829 wurde der Grundstein für das Brunnenhaus (jetziger Brunnentempel) gelegt. Aufgrund des hohen Kostenaufwands und hoher Schulden bis 1833 drängte die Regierung die Stadt zum Verkauf der Brunnenanlage. 1834 erwarb der Mühlenbesitzer Kuhn das Bad mit allem Zubehör für 10.000 Gulden. Er erweiterte das Badehaus, richtete dort Wohn- und Gesellschaftsräume für die Kurgäste ein und nahm zahlreiche Verbesserungen vor. Erhebliche Investitionen und Kapitalaufwand führten zu wechselnden Badbesitzern. 1932 übernahmen schließlich Landkreis und Stadt die neue Kurverwaltung Bad Mergentheim als GmbH.
Von 1899 bis zum Ende des Zweiten Weltkriegs bestand der auf Kosten der Karlsbad-Gesellschaft errichtete Haltepunkt Mergentheim-Karlsbad der Bahnstrecke Crailsheim–Königshofen.
Die Wirkung der Quelle beruht auf einem hohen Magnesium- und Sulfatanteil. Sie setzt sich aus zwei Mineralquellen mit sehr ähnlicher Konzentration zusammen und befindet sich im hinteren Teil des Kurparks. Sie ist die Standardquelle des Heilbades und entspricht mit 14 und 16 g pro Liter Kochsalz etwa der Salzkonzentration des menschlichen Blutes.
Anwendungsgebiete Karlsquelle
- Leber- und Gallenwegserkrankungen, Magen und Darmerkrankungen (außer Magen- und Darmgeschwüren)
- funktionelle Darmstörungen (Obstipation)
- Erkrankung der Bauchspeicheldrüse
- Stoffwechselerkrankungen

Gegenanzeigen
- Schwere entzündliche Magen- und Darmerkrankungen, eingeschränkte Nierenfunktion, schwere Herzinsuffizienz, fortgeschrittene Leberschädigung

| Die Hauptbestandteile der Karlsquelle *) | Die Hauptbestandteile der Karlsquelle *) | Die Hauptbestandteile der Karlsquelle *) | Die Hauptbestandteile der Karlsquelle *) | Die Hauptbestandteile der Karlsquelle *) | Die Hauptbestandteile der Karlsquelle *) | Die Hauptbestandteile der Karlsquelle *) | Die Hauptbestandteile der Karlsquelle *) | Die Hauptbestandteile der Karlsquelle *) |
| Kationen                                 | Kationen                                 | Kationen                                 | Anionen                                  | Anionen                                  | Anionen                                  | Gelöste gasförmige Stoffe                | Gelöste gasförmige Stoffe                | Gelöste gasförmige Stoffe                |
| ---------------------------------------- | ---------------------------------------- | ---------------------------------------- | ---------------------------------------- | ---------------------------------------- | ---------------------------------------- | ---------------------------------------- | ---------------------------------------- | ---------------------------------------- |
| Natrium                                  | Na+                                      | 4.633                                    | Chlorid                                  | Cl                                       | 5.887                                    | Gelöstes freies Kohlendioxid             | CO2                                      | 890                                      |
| Magnesium                                | Mg2+                                     | 338                                      | Sulfat                                   | SO42−                                    | 3.641                                    |                                          |                                          |                                          |
| Calcium                                  | Ca2+                                     | 733                                      | Hydrogencarbonat                         | HCO3                                     | 1.407                                    |                                          |                                          |                                          |
| Kalium                                   | K+                                       | 101                                      |                                          |                                          |                                          |                                          |                                          |                                          |
| Lithium                                  | Li+                                      | 5,6                                      |                                          |                                          |                                          |                                          |                                          |                                          |
| Summe der gelösten Mineralstoffe: 16.795 | Summe der gelösten Mineralstoffe: 16.795 | Summe der gelösten Mineralstoffe: 16.795 | *) Massenkonzentration mg/l              | *) Massenkonzentration mg/l              | *) Massenkonzentration mg/l              | *) Massenkonzentration mg/l              | *) Massenkonzentration mg/l              | *) Massenkonzentration mg/l              |

### Wilhelmsquelle

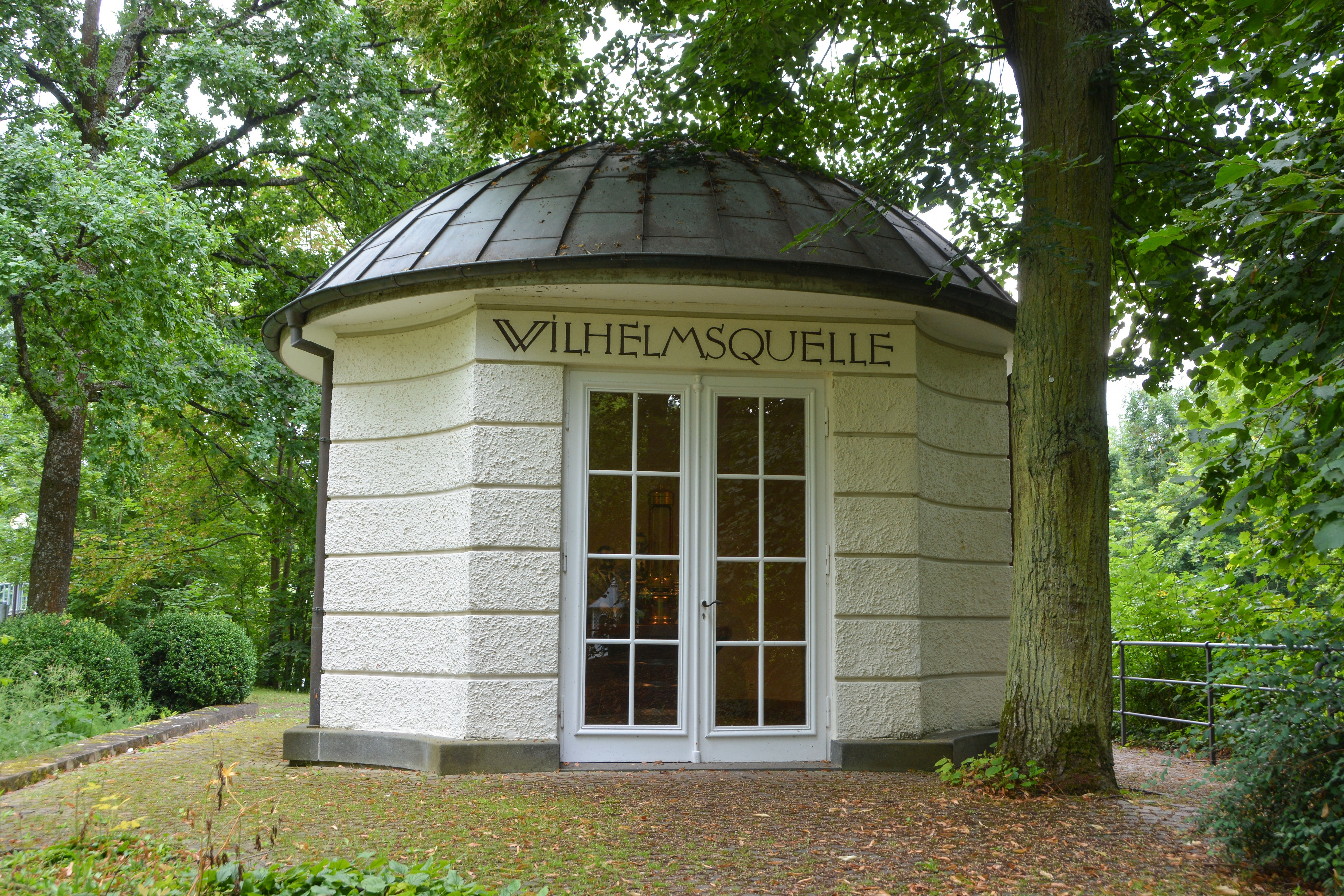
Wilhelmsquelle im äußeren Kurpark

Die Wilhelmsquelle (⊙), benannt nach König Wilhelm I. (Württemberg), wurde 1826 in einer Bohrtiefe von 9 m entdeckt. Eine Einweihung der Quelle fand am 17. Mai 1907 statt. Hierfür reisten König Wilhelm II. von Württemberg und Königin Charlotte von Württemberg als Ehrengäste nach Mergentheim.
Die Konzentration der Quelle beträgt weniger als ein Drittel der Karlsquelle. Wegen des geringeren Gehalts an Natrium-Ionen wird sie zu den gesündesten Sulfatquellen gezählt. Es ist die Quelle, auf die am 13. Oktober 1826 Schäfer Franz Gehrig aufmerksam geworden war, was die Anfänge des Kurbetriebs in die Wege leitete.
Anwendungsgebiete Wilhelmsquelle
- Zur Anregung der Gallen- und Pankreassekretion
- zur Förderung der Darmfunktion, insbesondere bei chronischer Verstopfung (Obstipation)
- funktionelle Magenbeschwerden
- Übersäuerung und Untersäuerung
- zur unterstützenden Behandlung von Adipositas

Gegenanzeigen
- Schwere entzündliche Magen- und Darmerkrankungen, eingeschränkte Nierenfunktion, schwere Herzinsuffizienz, fortgeschrittene Leberschädigung

| Die Hauptbestandteile der Wilhelmsquelle *) | Die Hauptbestandteile der Wilhelmsquelle *) | Die Hauptbestandteile der Wilhelmsquelle *) | Die Hauptbestandteile der Wilhelmsquelle *) | Die Hauptbestandteile der Wilhelmsquelle *) | Die Hauptbestandteile der Wilhelmsquelle *) | Die Hauptbestandteile der Wilhelmsquelle *) | Die Hauptbestandteile der Wilhelmsquelle *) | Die Hauptbestandteile der Wilhelmsquelle *) |
| Kationen                                    | Kationen                                    | Kationen                                    | Anionen                                     | Anionen                                     | Anionen                                     | Gelöste gasförmige Stoffe                   | Gelöste gasförmige Stoffe                   | Gelöste gasförmige Stoffe                   |
| ------------------------------------------- | ------------------------------------------- | ------------------------------------------- | ------------------------------------------- | ------------------------------------------- | ------------------------------------------- | ------------------------------------------- | ------------------------------------------- | ------------------------------------------- |
| Natrium                                     | Na+                                         | 701                                         | Chlorid                                     | Cl                                          | 890                                         | Gelöstes freies Kohlendioxid                | CO2                                         | 301                                         |
| Magnesium                                   | Mg2+                                        | 85,1                                        | Sulfat                                      | SO42−                                       | 1.869                                       |                                             |                                             |                                             |
| Calcium                                     | Ca2+                                        | 671                                         | Hydrogencarbonat                            | HCO3                                        | 484                                         |                                             |                                             |                                             |
| Kalium                                      | K+                                          | 35,2                                        |                                             |                                             |                                             |                                             |                                             |                                             |
| Lithium                                     | Li+                                         | 1,31                                        |                                             |                                             |                                             |                                             |                                             |                                             |
| Summe der gelösten Mineralstoffe: 4.739     | Summe der gelösten Mineralstoffe: 4.739     | Summe der gelösten Mineralstoffe: 4.739     | *) Massenkonzentration mg/l                 | *) Massenkonzentration mg/l                 | *) Massenkonzentration mg/l                 | *) Massenkonzentration mg/l                 | *) Massenkonzentration mg/l                 | *) Massenkonzentration mg/l                 |

## Badequelle

### Paulsquelle

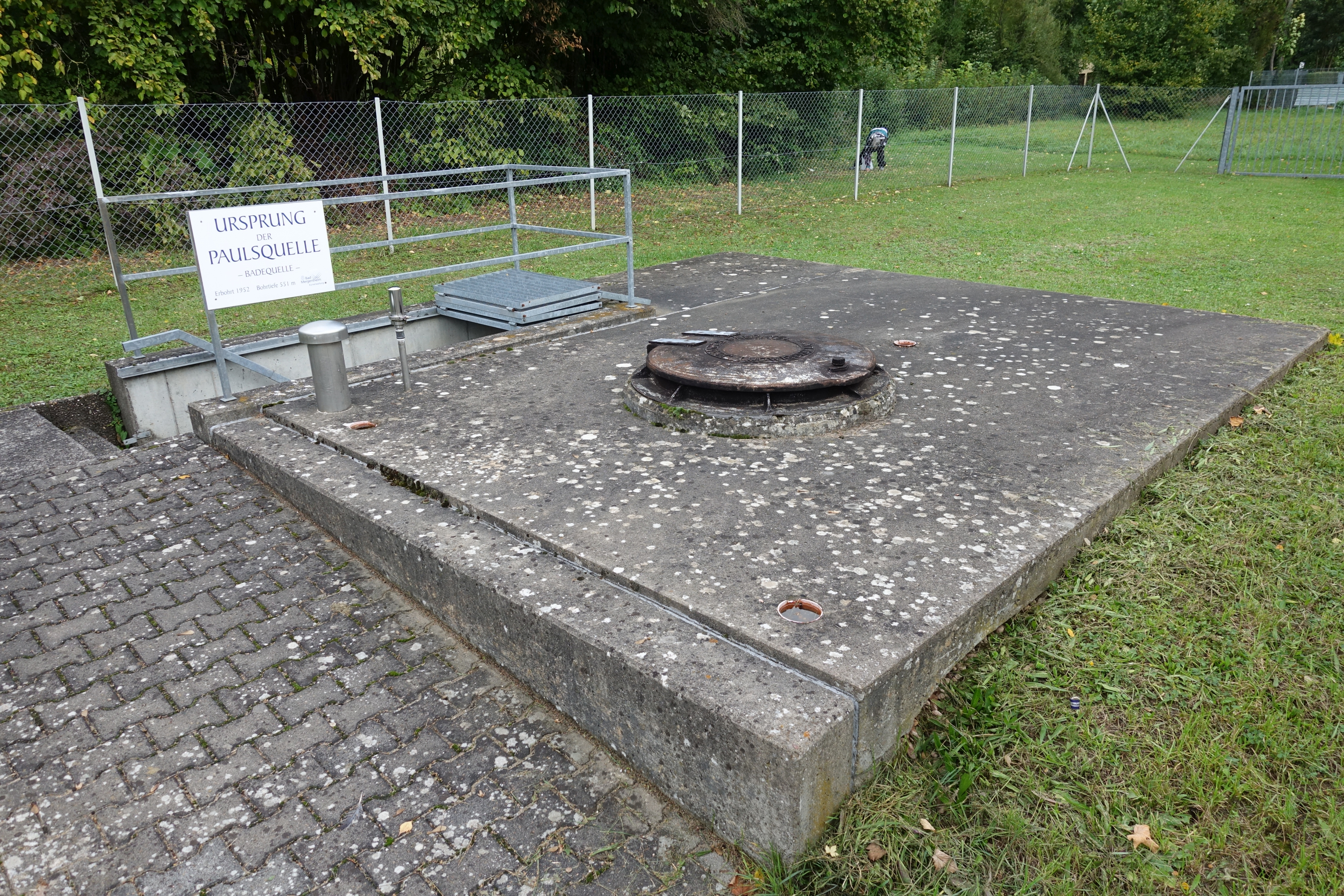
Paulsquelle unweit des Kurparks

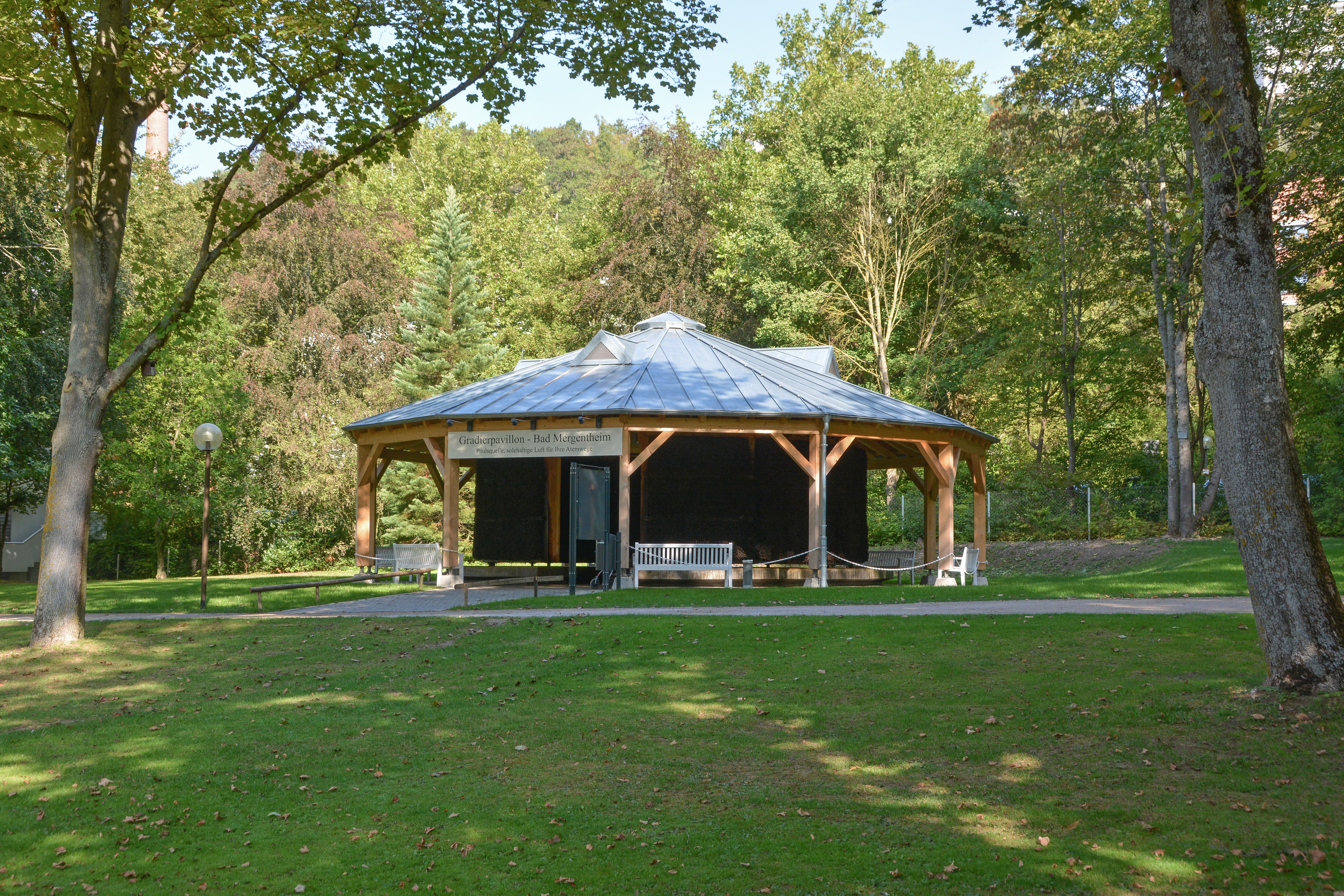
Gradierpavillon im Kurpark

Die Paulsquelle (⊙) wurde 1952 in einer Bohrtiefe von 551 m entdeckt. Sie ist benannt nach Kurdirektor Arthur Paul, der die Bohrung mit veranlasst hatte. Die Quelle liefert eine mit knapp 70 Gramm Salzen je Liter hochkonzentrierte kohlensäurereiche Sole von 90 Kubikmetern täglich bei einer Schüttung von bis zu 90 Litern pro Minute. Wasser der Badequelle finden in den Solebecken der Solymar Therme sowie im Gradierpavillon Verwendung.
Therapieformen im Heilbad
- Bewegungstherapie im Solewasser.
- Badetherapie in der Solymar Therme.
- Daneben wird die Paulsquelle im Gradierpavillon zur Inhalation verwendet.

| Die Hauptbestandteile der Paulsquelle *)" | Die Hauptbestandteile der Paulsquelle *)" | Die Hauptbestandteile der Paulsquelle *)" | Die Hauptbestandteile der Paulsquelle *)" | Die Hauptbestandteile der Paulsquelle *)" | Die Hauptbestandteile der Paulsquelle *)" | Die Hauptbestandteile der Paulsquelle *)" | Die Hauptbestandteile der Paulsquelle *)" | Die Hauptbestandteile der Paulsquelle *)" |
| Kationen                                  | Kationen                                  | Kationen                                  | Anionen                                   | Anionen                                   | Anionen                                   | Gelöste gasförmige Stoffe                 | Gelöste gasförmige Stoffe                 | Gelöste gasförmige Stoffe                 |
| ----------------------------------------- | ----------------------------------------- | ----------------------------------------- | ----------------------------------------- | ----------------------------------------- | ----------------------------------------- | ----------------------------------------- | ----------------------------------------- | ----------------------------------------- |
| Natrium                                   | Na+                                       | 23.850                                    | Chlorid                                   | Cl                                        | 36.080                                    | Gelöstes freies Kohlendioxid              | CO2                                       | 3.790                                     |
| Magnesium                                 | Mg2+                                      | 887                                       | Sulfat                                    | SO42−                                     | 5.670                                     |                                           |                                           |                                           |
| Calcium                                   | Ca2+                                      | 1.380                                     | Hydrogencarbonat                          | HCO3                                      | 3.688                                     |                                           |                                           |                                           |
| Kalium                                    | K+                                        | 427                                       |                                           |                                           |                                           |                                           |                                           |                                           |
| Lithium                                   | Li+                                       | 20,30                                     |                                           |                                           |                                           |                                           |                                           |                                           |
| Summe der gelösten Mineralstoffe: 72.014  | Summe der gelösten Mineralstoffe: 72.014  | Summe der gelösten Mineralstoffe: 72.014  | *) Massenkonzentration mg/l               | *) Massenkonzentration mg/l               | *) Massenkonzentration mg/l               | *) Massenkonzentration mg/l               | *) Massenkonzentration mg/l               | *) Massenkonzentration mg/l               |